# Kuchyňka (Libice nad Cidlinou)
Kuchyňka je strážní pahorek, náležící s největší pravděpodobností ke slavníkovskému hradišti v Libici nad Cidlinou v okrese Nymburk. Rozprostírá se mezi silnicí II/125 a dálnicí D11 nad nivou řeky Cidliny. Od 31. prosince 1965 je areál chráněn jako kulturní památka.

## Historie a popis
Strážný pahorek, který převyšuje okolní terén o 2 až 3 metry, má oválný tvar a jeho založení je dáváno do souvislosti s raně středověkým hradištěm v Libici, jež bylo hlavním sídlem Slavníkovců. Jednalo se nejspíše o jeho předsunutou fortifikaci. Prostor oválného tvaru ležící přímo nad říční nivou Cidliny, jehož jižní strana je značně poškozena. Na první pohled nejsou patrné žádné terénní relikty, avšak v kulturní vrstvě bylo doloženo raněstředověké osídlení. Památkově chráněná lokalita dnes leží na pozemku Lesů České republiky.
Na lokalitě byl proveden pouze předběžný archeologický výzkum pomocí sond, potvrdivší osídlení četnými nálezy předslavníkovské a slavníkovské keramiky. Na detailní průzkum Kuchyňka však stále čeká.